# 水戸市植物公園
水戸市植物公園（みとししょくぶつこうえん）は、茨城県水戸市にある植物公園。面積約80,000平方メートル。主要施設はテラスガーデン、観賞大温室、熱帯果樹温室、植物館、芝生園、ロックガーデン。

## 概要
同じ水戸市にある偕楽園が和の庭園であるのに対して、水戸市植物公園は洋の庭園という位置づけで、植物の展示、園芸相談を通して植物に関する知識の向上を図るともに、市民に対して憩いの場を提供している。宮ノ池の周辺を造成して建設され、自然美と人工美が調和した景観に大きな特徴がある。設計者は植物園や園芸建築を数多く手がけた瀧光夫である。樹木は約28,000本、地被類は約146,000本植えられている。
なお、開設時は観賞大温室等の暖房に、隣接する小吹清掃工場の余熱を利用していた。しかし、小吹清掃工場は2020年3月で稼働停止となったため、水戸市植物公園では新熱源設置工事が実施され、小吹清掃工場解体後の跡地も含めて公園を再整備する計画である。

## 沿革
- 1983年3月(昭和58年3月) 小吹清掃工場予熱利用施設建設基本計画策定。ごみ焼却の余熱利用により、熱帯植物園(後の水戸市植物公園)の建設が決定[9][10]
- 1984年6月(昭和59年6月) 観賞大温室および植物公園の建設工事が始まる[9]
- 1987年4月(昭和62年4月) 植物公園竣工式典挙行。4月29日、水戸市植物公園開園[9][11]
- 1988年6月(昭和63年6月) 売店・熱帯果樹温室完成[9]
- 1990年8月(平成2年8月) 入園者50万人を達成[9]
- 1991年4月(平成3年4月) 都市公園となる。財団法人水戸市公園協会に管理運営を委託[9]
- 1994年9月(平成6年9月) 植物館が開館[9]
- 1995年5月(平成7年5月) 入園者100万人を達成[9]
- 2003年5月(平成15年5月) 公式ホームページを開設[9]
- 2009年9月(平成21年9月) 入園者200万人を達成[9]
- 2011年3月(平成23年3月) 東日本大震災で観賞大温室などの施設が被害を受ける。3か月間休園する(のち、同年6月11日から開園)[9]
- 2011年9月(平成23年9月) 台風15号により園内樹木約20本の倒木被害、臨時休園とする[9]
- 2016年7月25日(平成28年7月) 水戸市と養命酒製造が「薬草・生薬文化の継承」を目的とした官民協働プロジェクト「薬草を活用した官民協働事業に関する協定」を締結した[12]。
- 2017年4月29日(平成29年4月29日) 開園30周年(予定)
- 2020年3月 - 温室の熱源としていた小吹清掃工場の稼働停止[8]。新熱源設置工事を実施[7]。

## 施設

### 観賞大温室
公園中央部に位置する観賞大温室は広さ1,561平方メートル、花の回廊、鉢花室、カクタス室、ラン室、大温室、多目的室から構成される建物である。収容されている温室植物は約500種15,000本（ハイビスカス、ブーゲンビレアほか）。
設計者の瀧光夫は「立体廻遊式」あるいは「内外混然一体式」と名付けており、一般的な温室と区別して美術館・展示館のような鑑賞（美術品などについて味わい楽しむ）用温室と評され、日本造園学会賞を受賞（昭和63年度）した。
構造としてコンクリートフレーム内は耐候性鋼材、屋根はポリカーボネート板。
観賞大温室入口脇にはハンカチノキが植えてあり、観賞用のスロープを登って高い位置から間近にハンカチノキの花を鑑賞することが出来る。また、スロープ横の展望台からは観賞大温室の横に位置する芝生園を一望する事ができる良いスポットともなっている。

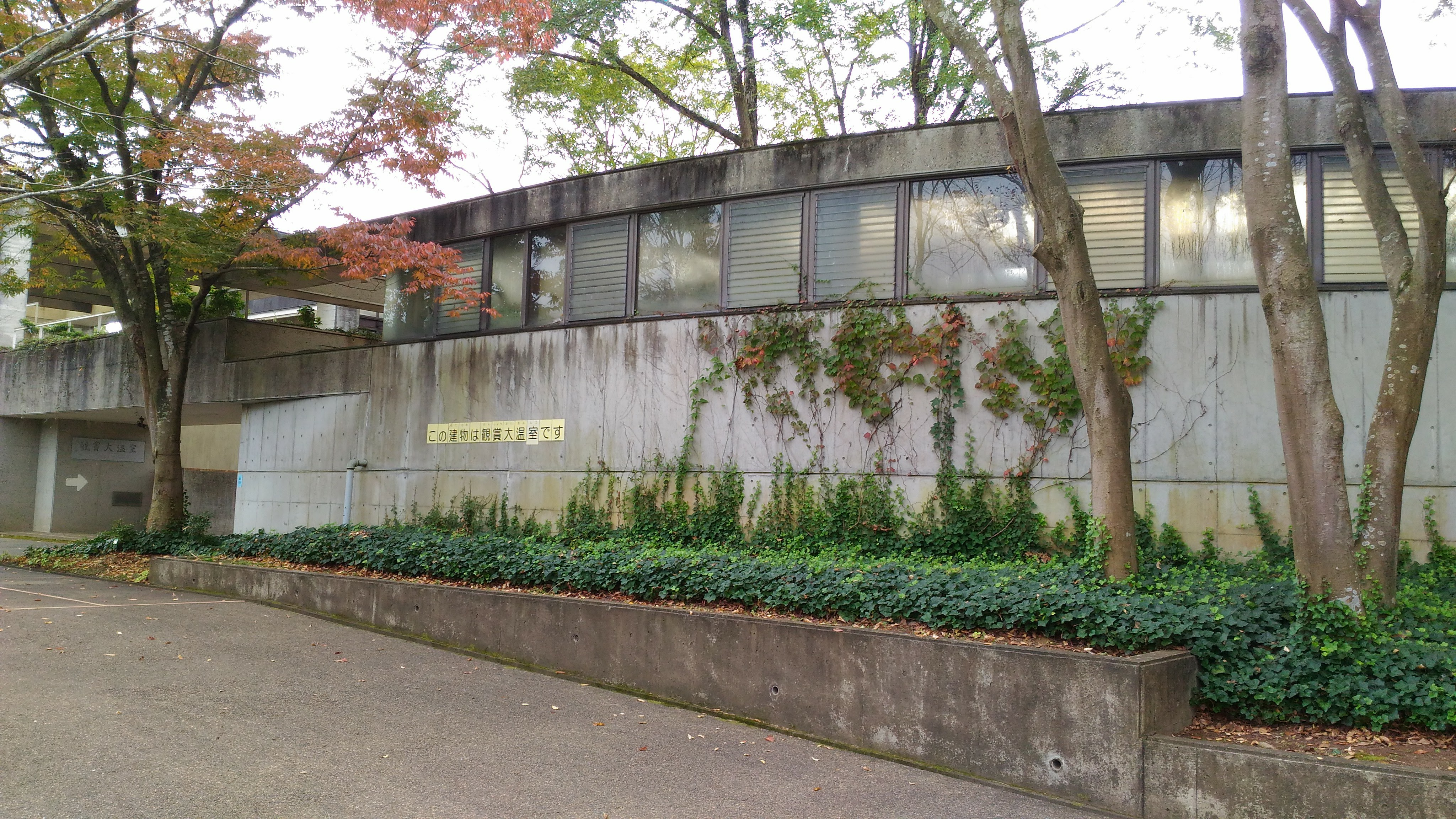
観賞大温室 外観
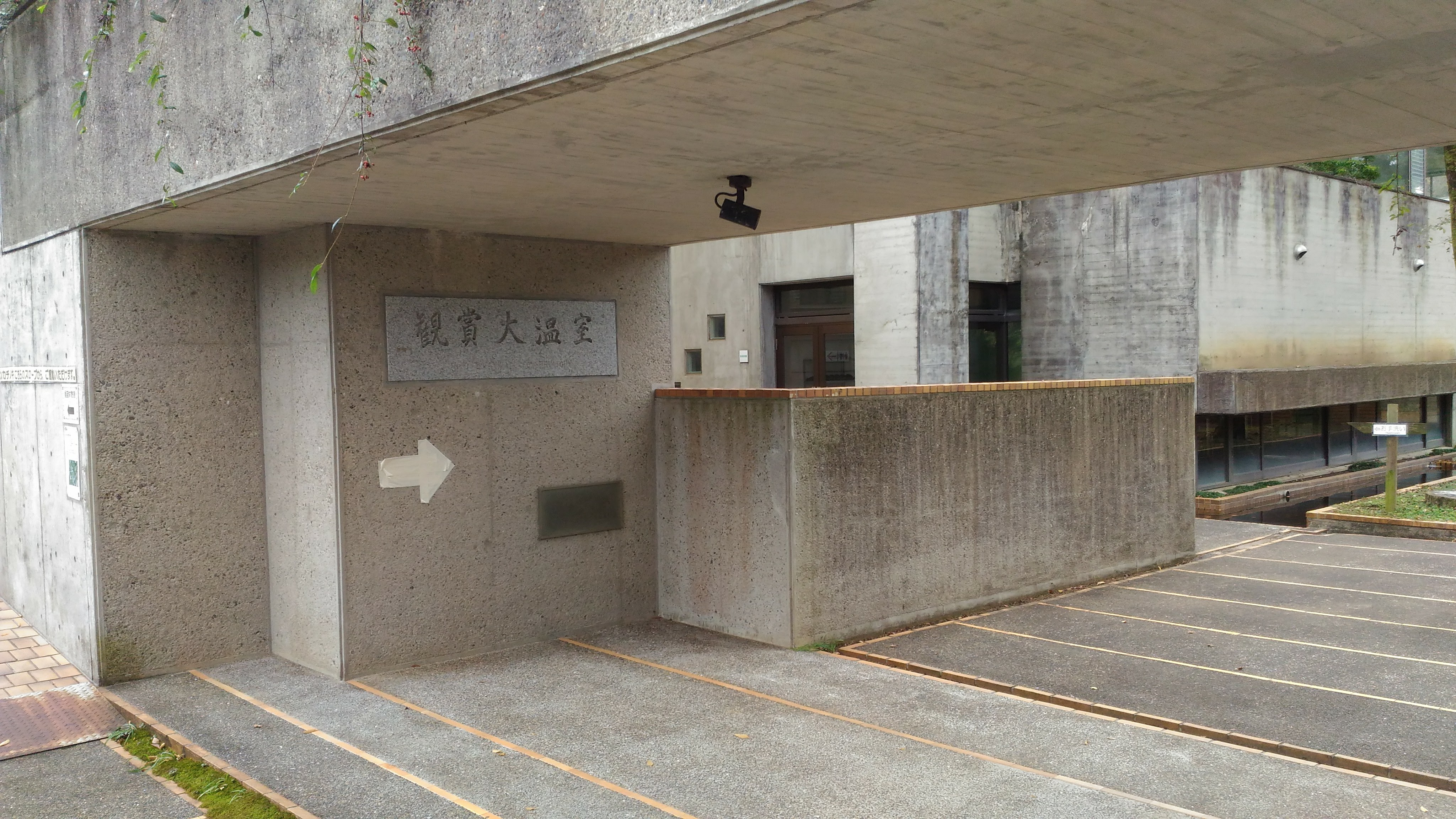
観賞大温室 入口銘板
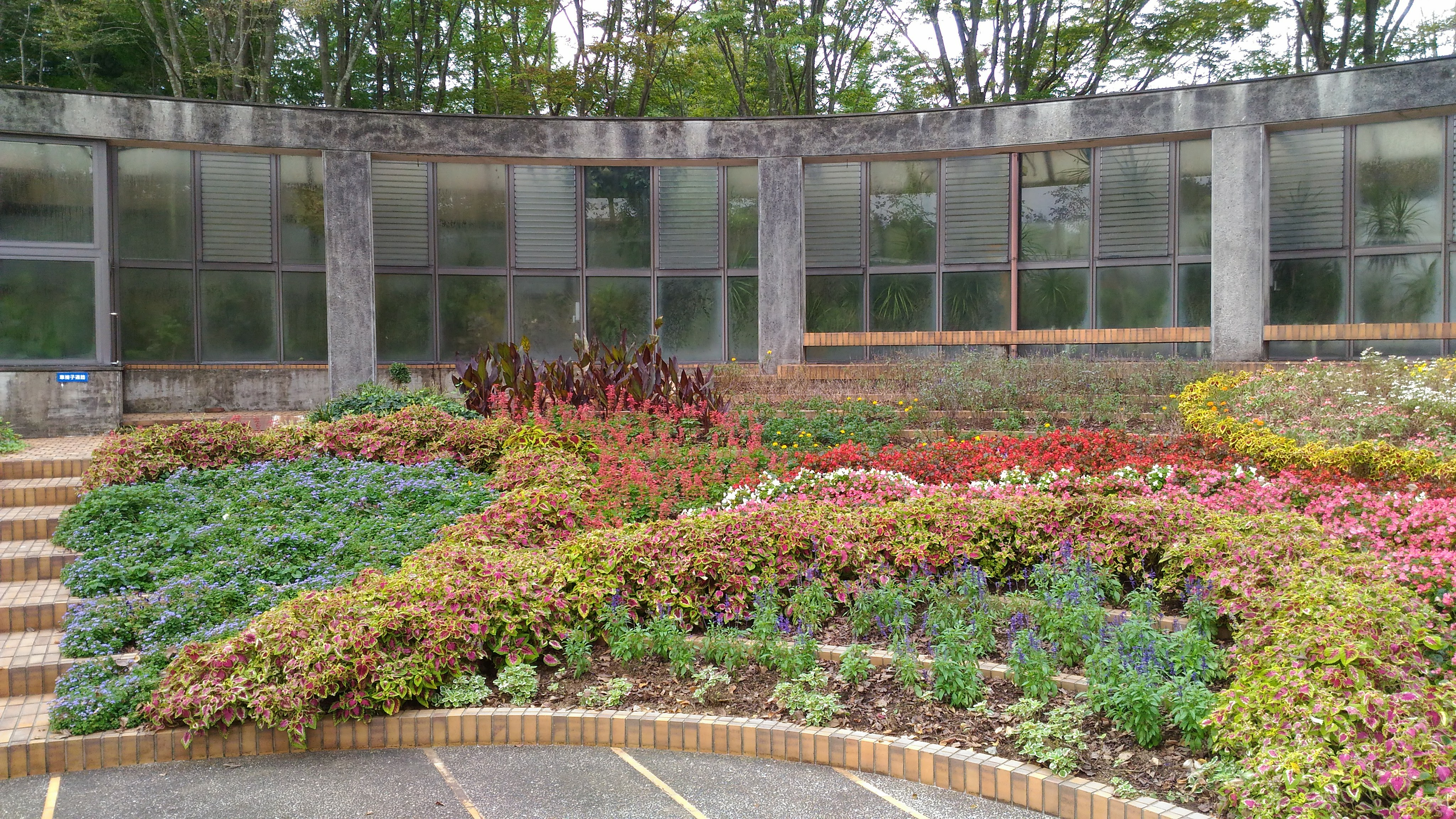
大温室内庭
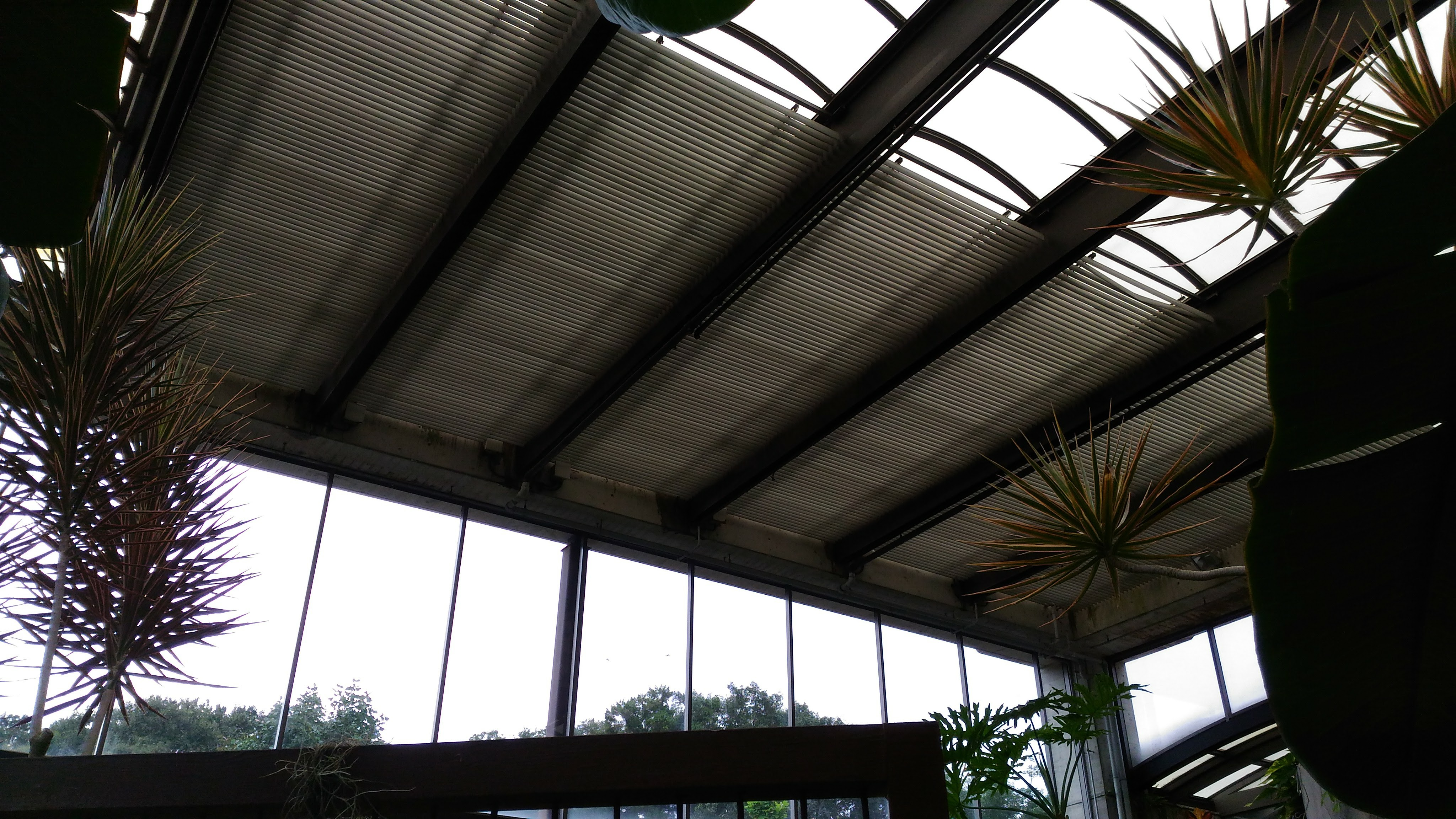
大温室屋根
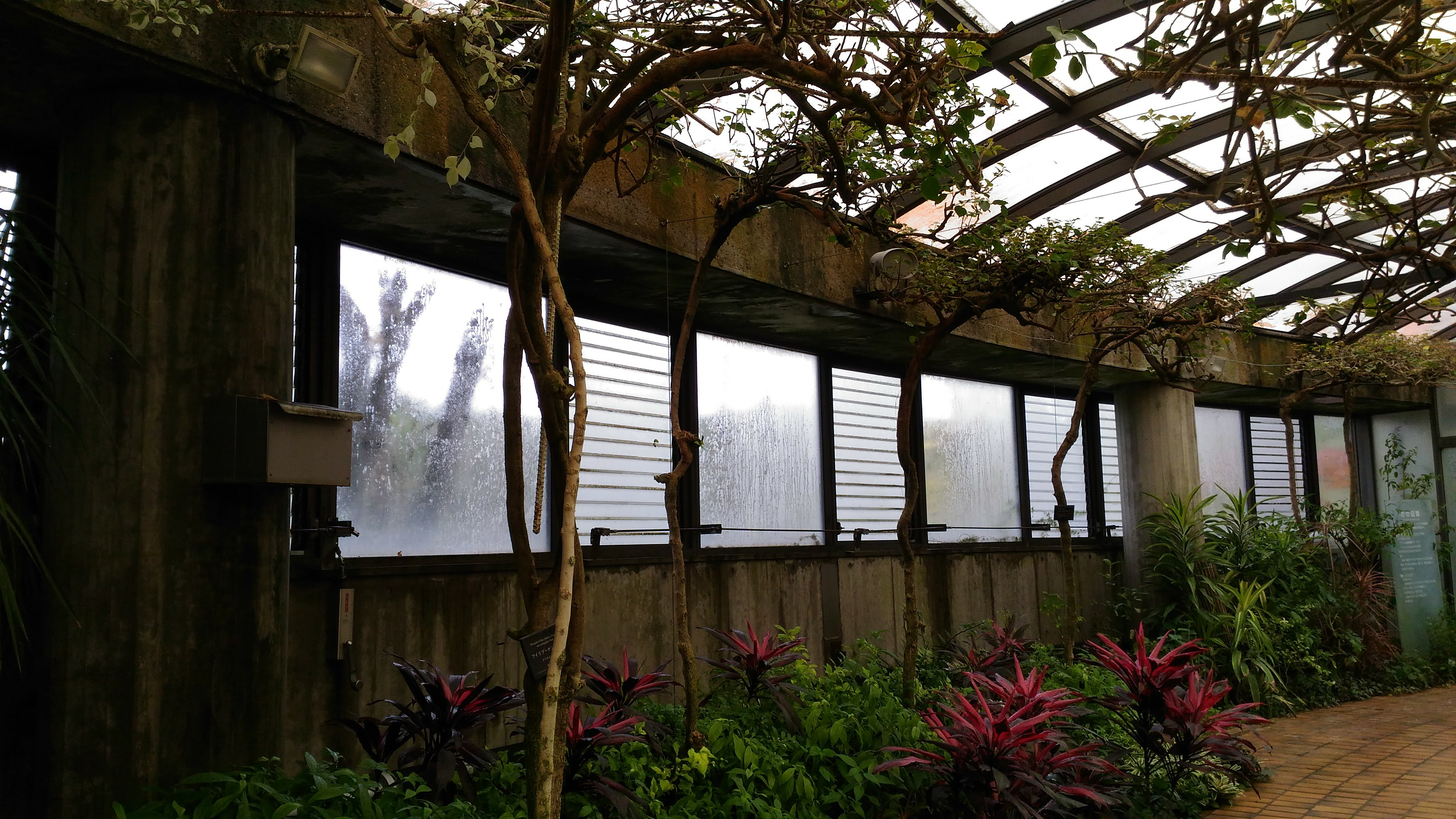
花の回廊
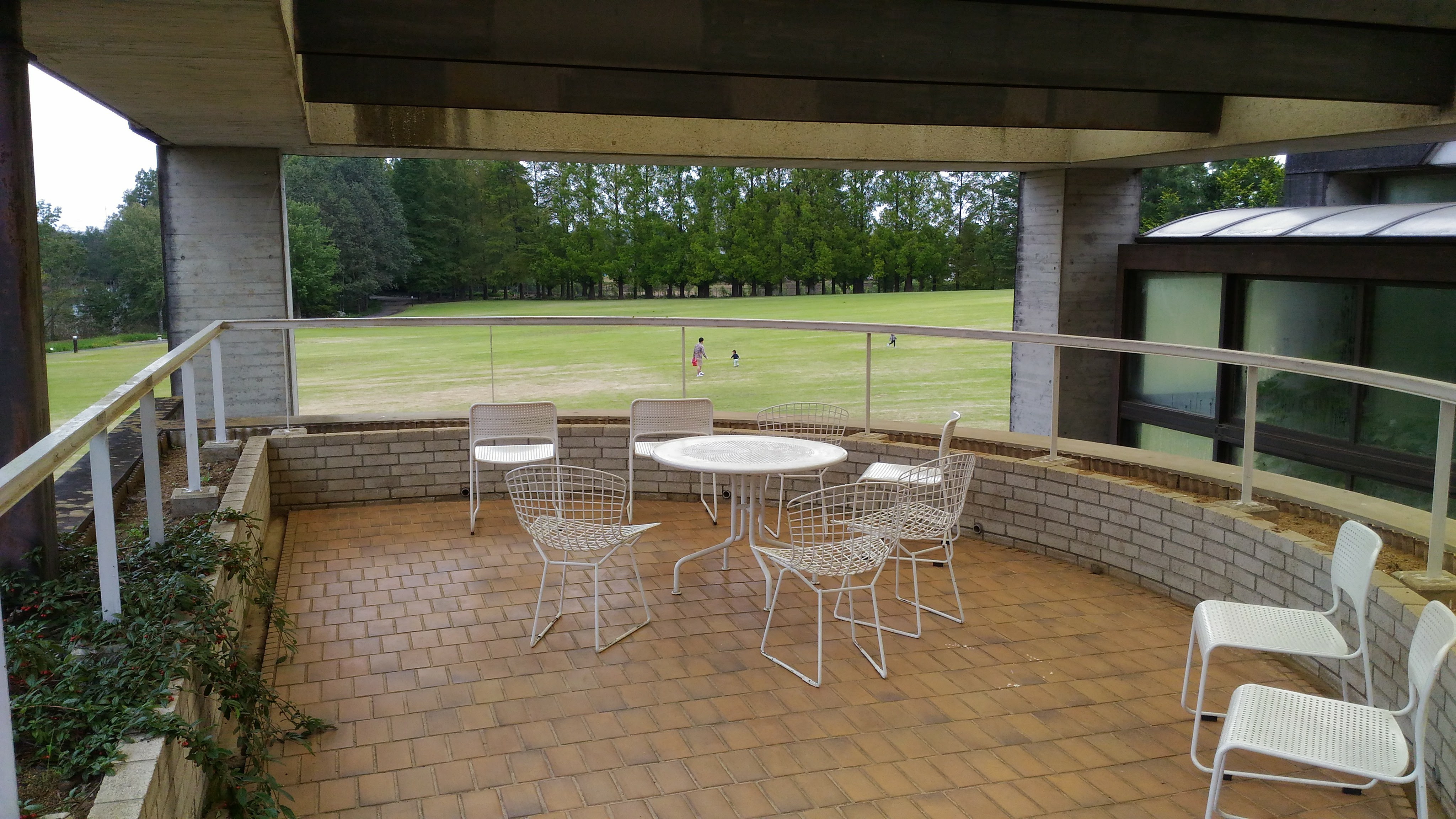
展望台上
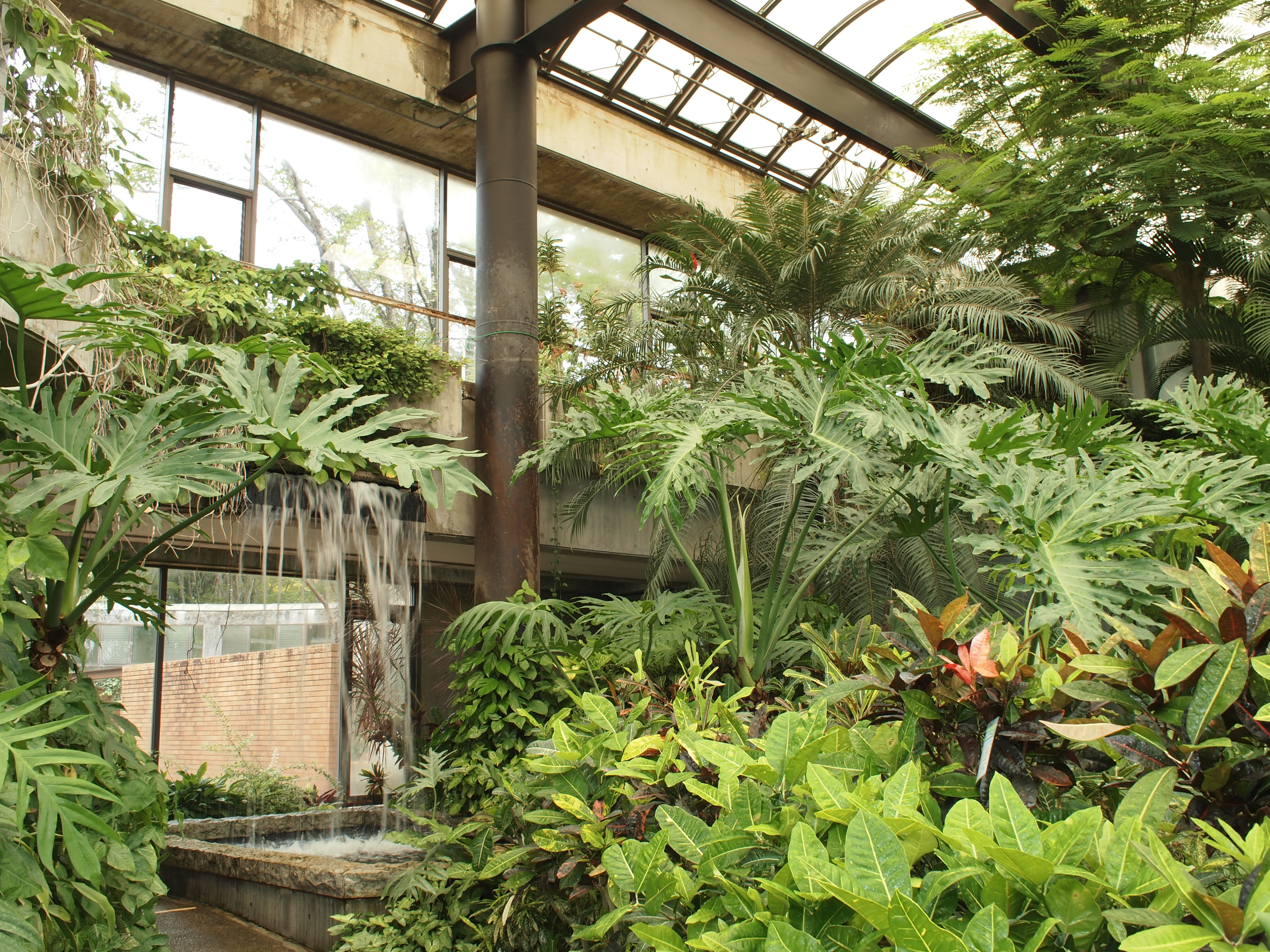
大温室の内部
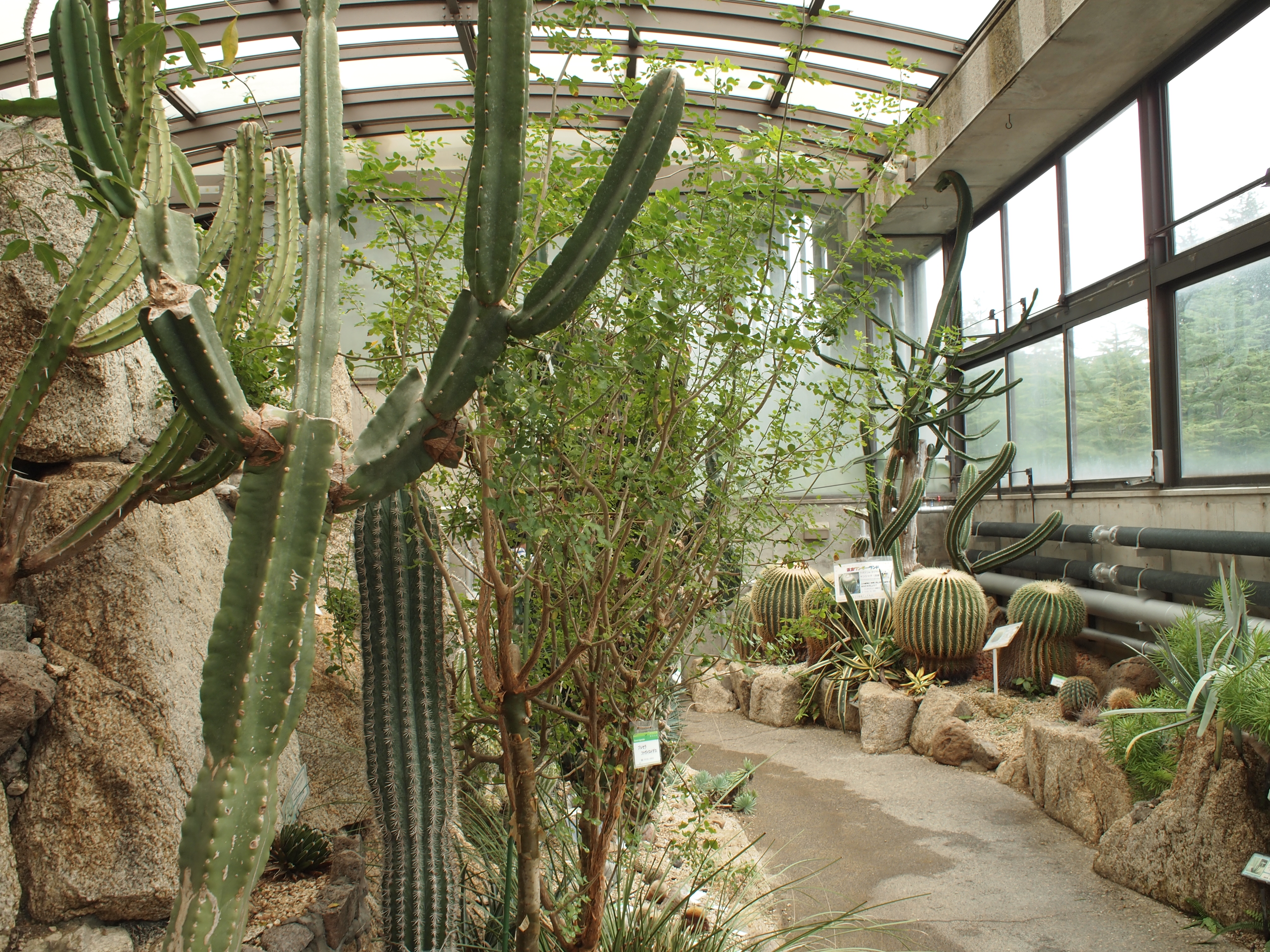
カクタス室

なお、暖房には小吹清掃工場の余熱が利用されていた。しかし、2020年3月の小吹清掃工場の稼働停止に伴い新熱源設置工事が実施された。

### 薬草園
園内南に位置する約1,200平方メートルの薬草園では、水戸黄門こと徳川光圀が水戸藩医の鈴木宗与に命じてまとめさせた日本最古の家庭療法の本『救民妙薬』に載っている薬草を中心に約50種類の薬草が栽培されている。各薬草の側には、その効能や『救民妙薬』の文章などを紹介するパネルが設置されている。この薬草園を整備した理由について、園長の西川綾子は、「水戸にしかできないことは何かと考えて歴史という切り口に気づいた」と語っている。2016年（平成28年）7月に水戸市と養命酒製造株式会社が締結した「薬草を活用した官民協働事業に関する協定」により、2017年（平成29年）4月に面積を1,850平方メートルに拡張し、呼称を「水戸 養命酒薬用ハーブ園」としてオープン予定。
薬草園を入ったところには、弘道館の瓦が利用された縁取りがある。これらの瓦は、2011年3月11日の東日本大震災で被災した際に、再利用不可能とされたものを持ってきている。瓦の模様は、瓢箪から水が出ている様を表しており、火災除けの意味があるとされている。
薬草園の中には、キキョウ、クズ、ハトムギ、ムラサキ、ナルコユリ、アカザなど多くの薬草が植えられている。アカザは、水戸黄門が使っていた杖の材料であり、利用者向けに杖を貸し出したり、杖作りの実演を行っている。

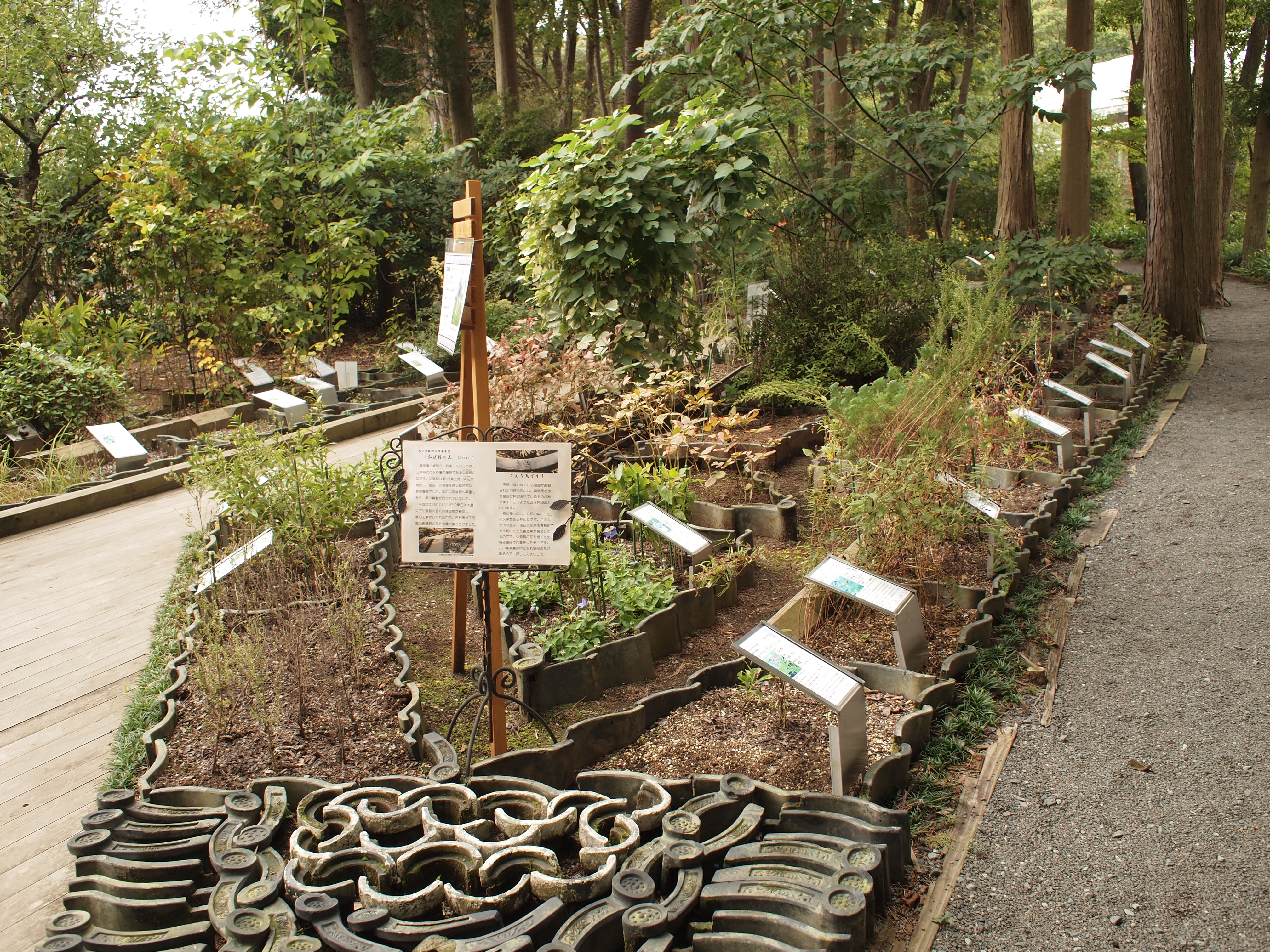
薬草園
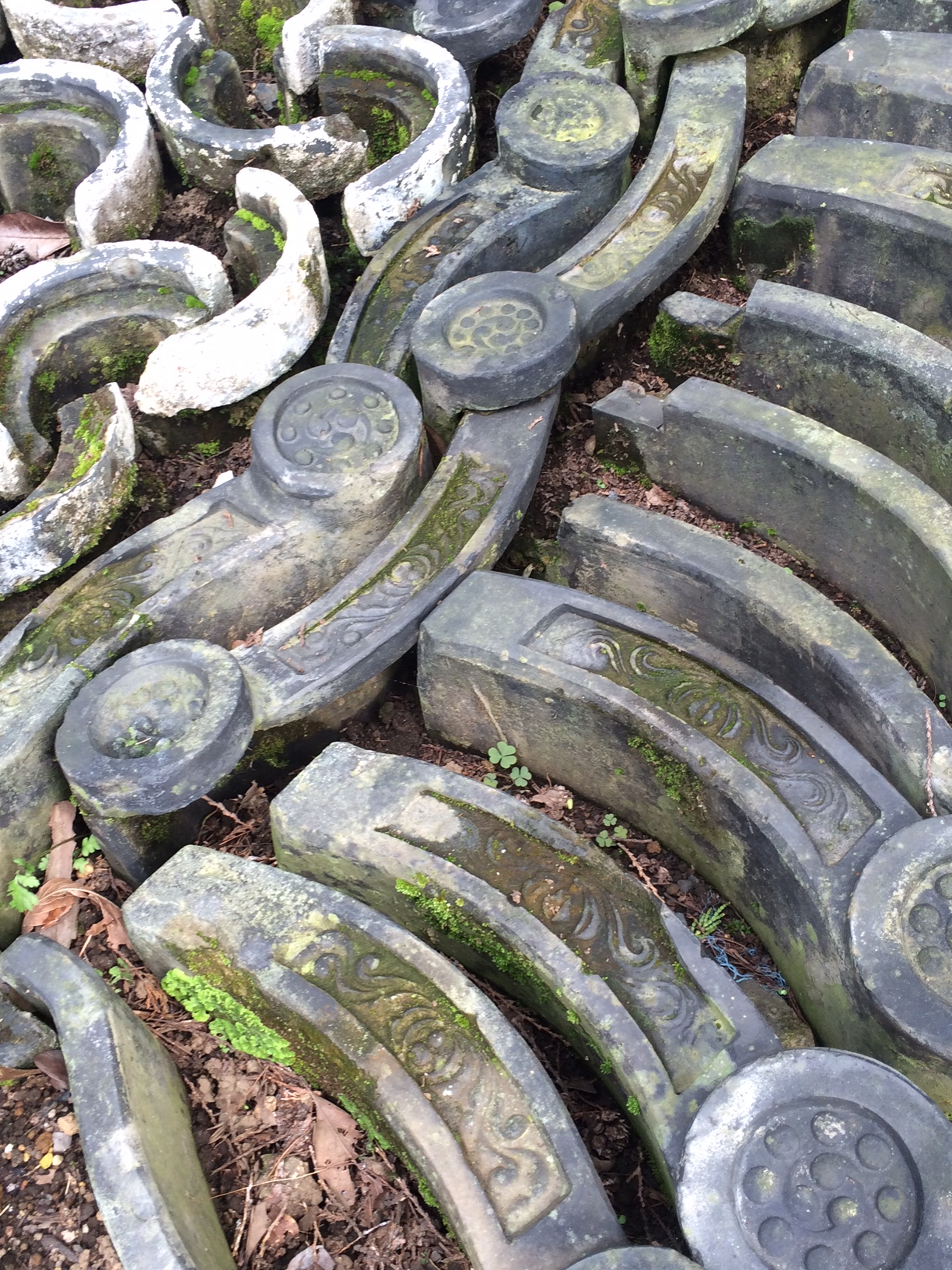
薬草園の縁取りの瓦
園内で育てられているアカザ
アカザで作成された杖

### その他の施設
その他に以下の施設がある。
熱帯果樹温室
1,561平方メートル
植物館　
798.25平方メートル
様々な展示会などイベントを開催。植物の質問に答える緑の相談コーナーがある
フラワーショップ（花の売店）　
季節の花苗の他、イベントに連動して、関連商品などを販売する売店
喫茶フィオレンテ　
軽食の他、ランチも食べられる。土日限定の季節メニューで薬膳料理が食べられる
展望休憩舎　
56.01平方メートル
中央休憩舎
48.72平方メートル
テラスガーデン
1,500平方メートル
料金所からオーバーブリッジを歩いてすぐに、あるのがテラスガーデン。滝がある庭
芝生園
8,700平方メートル
緑陰広場　
読み方は、りょくいんひろばと言う。夏には中央の池で熱帯スイレンが観賞できる
ひょうたん池
鯉がいて、餌やりができる。餌は緑陰広場内の花の売店で販売している。
初夏から初秋は水生植物のコウホネ（河骨、川骨）が水面に咲き集う。ラクウショウ（落羽松）の新緑や紅葉が見られる

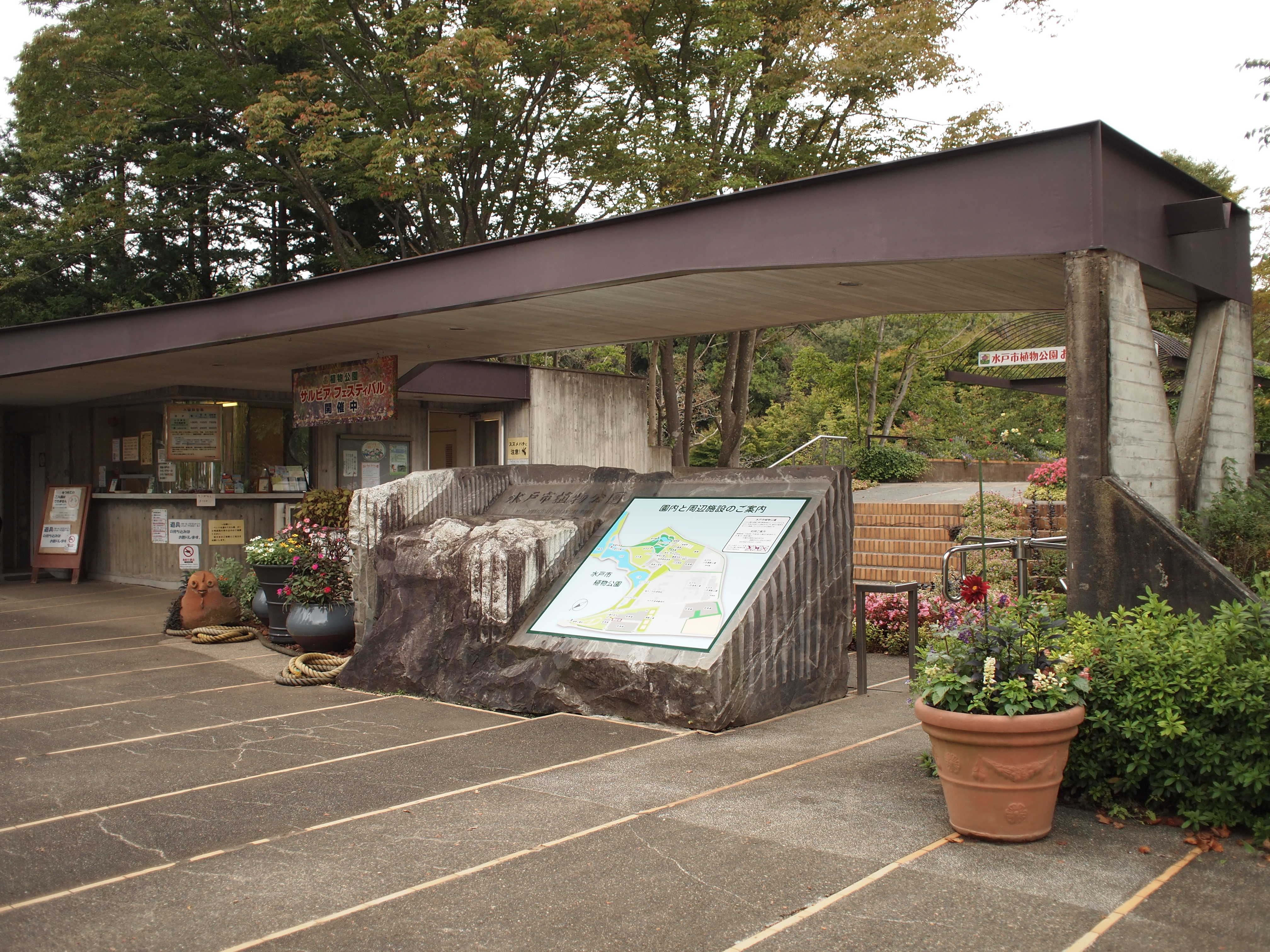
公園入口
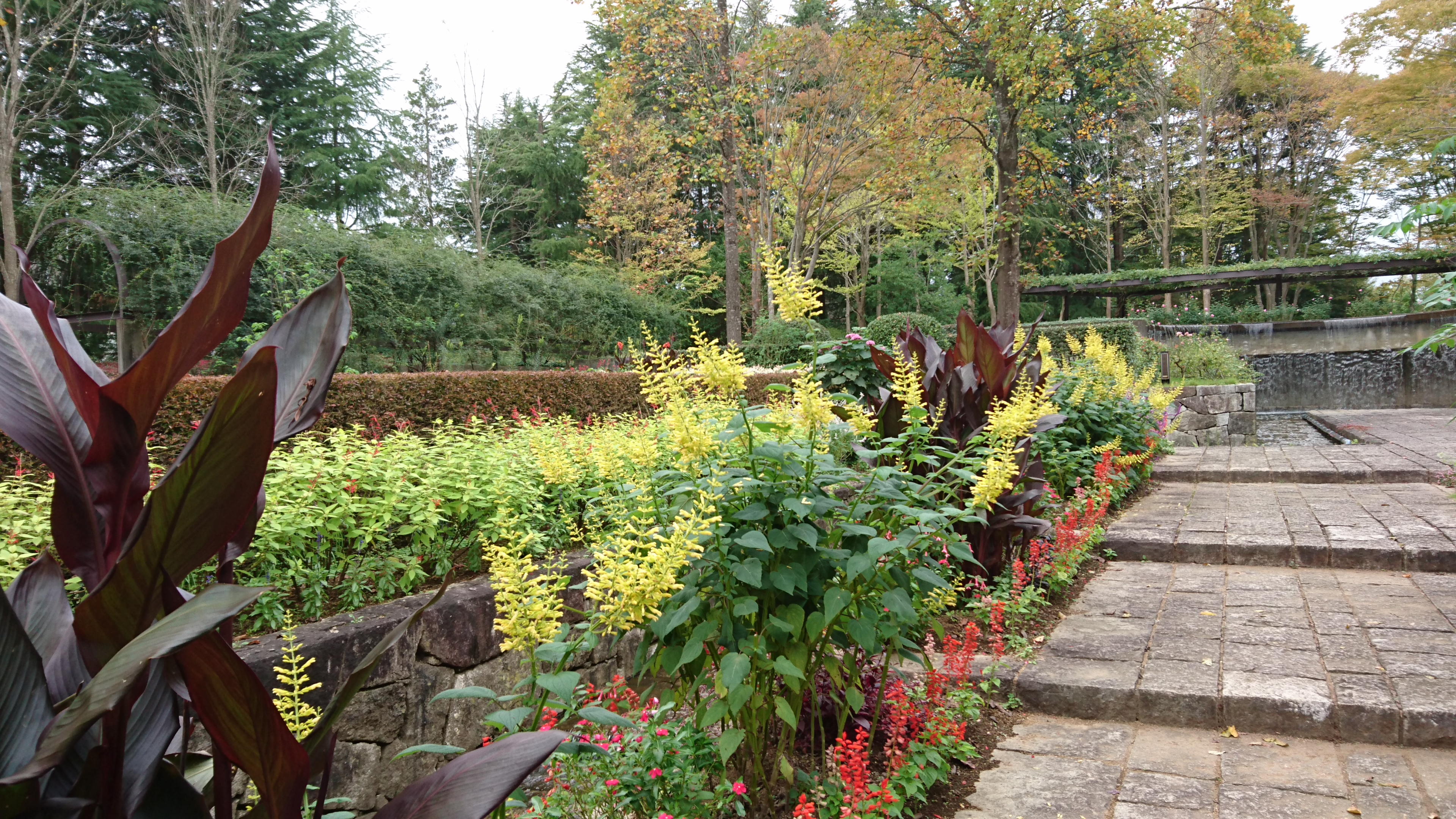
テラスガーデンの全景
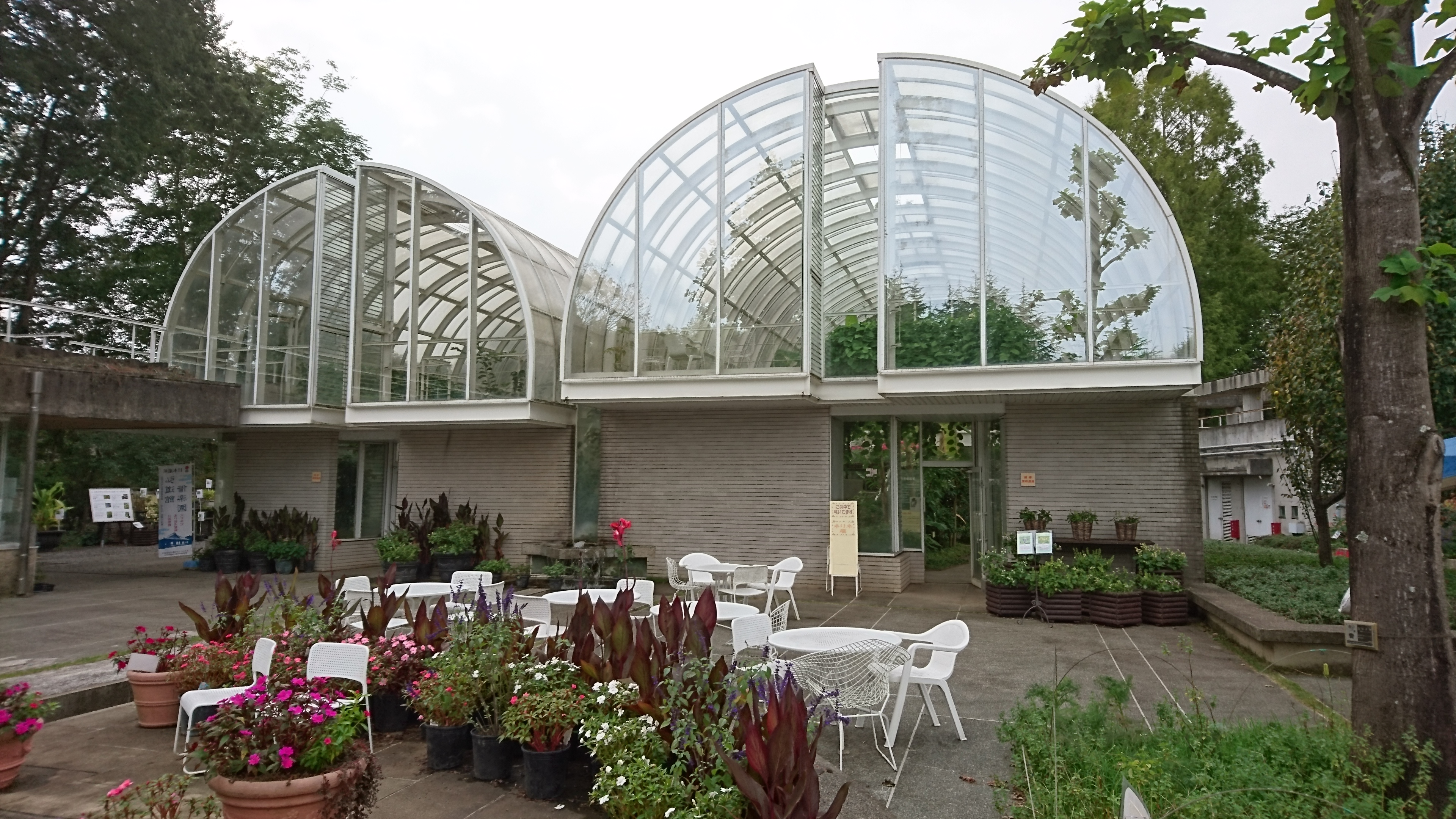
熱帯果樹温室の全景
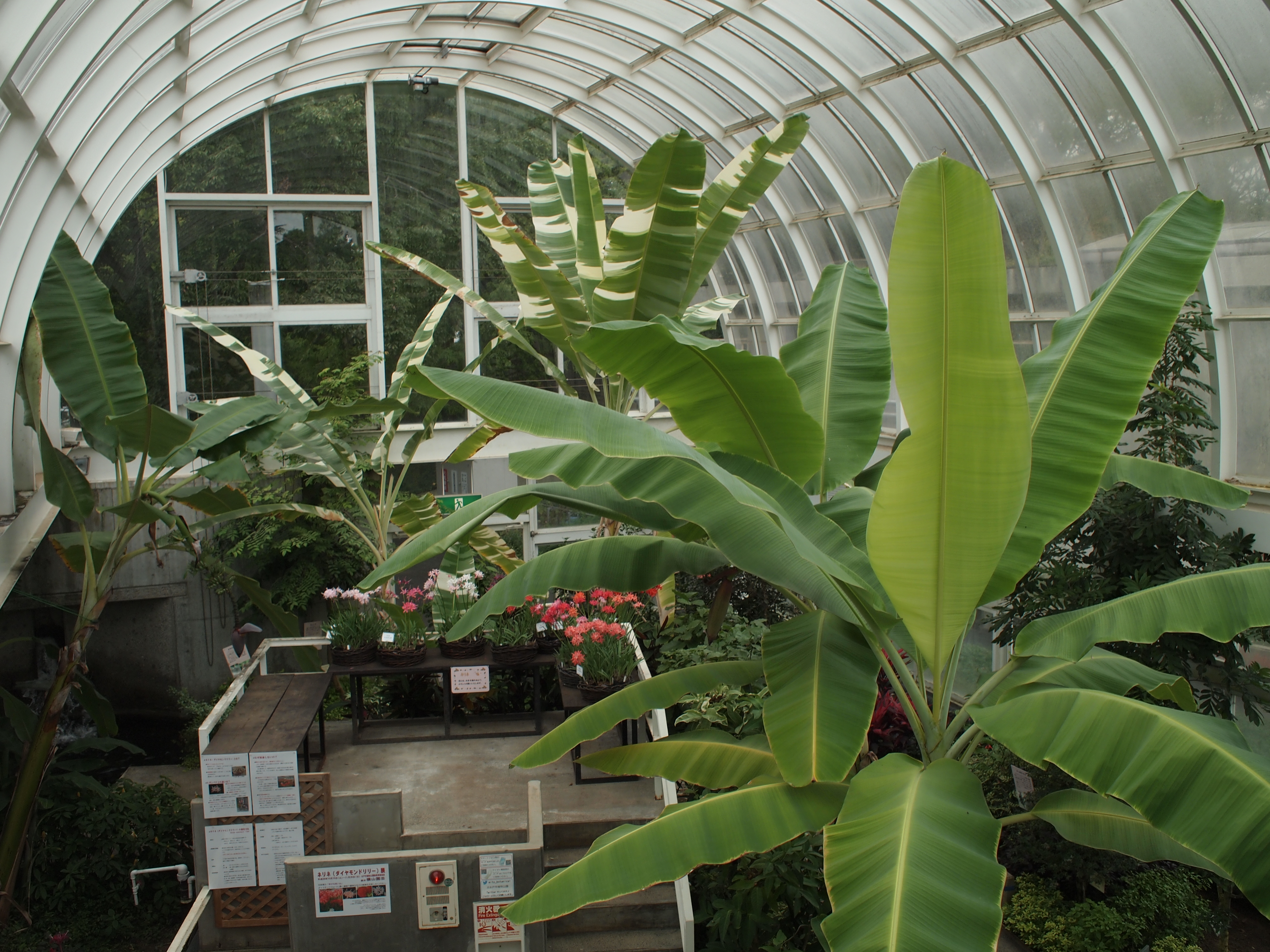
熱帯果樹温室の内部
小池の全景
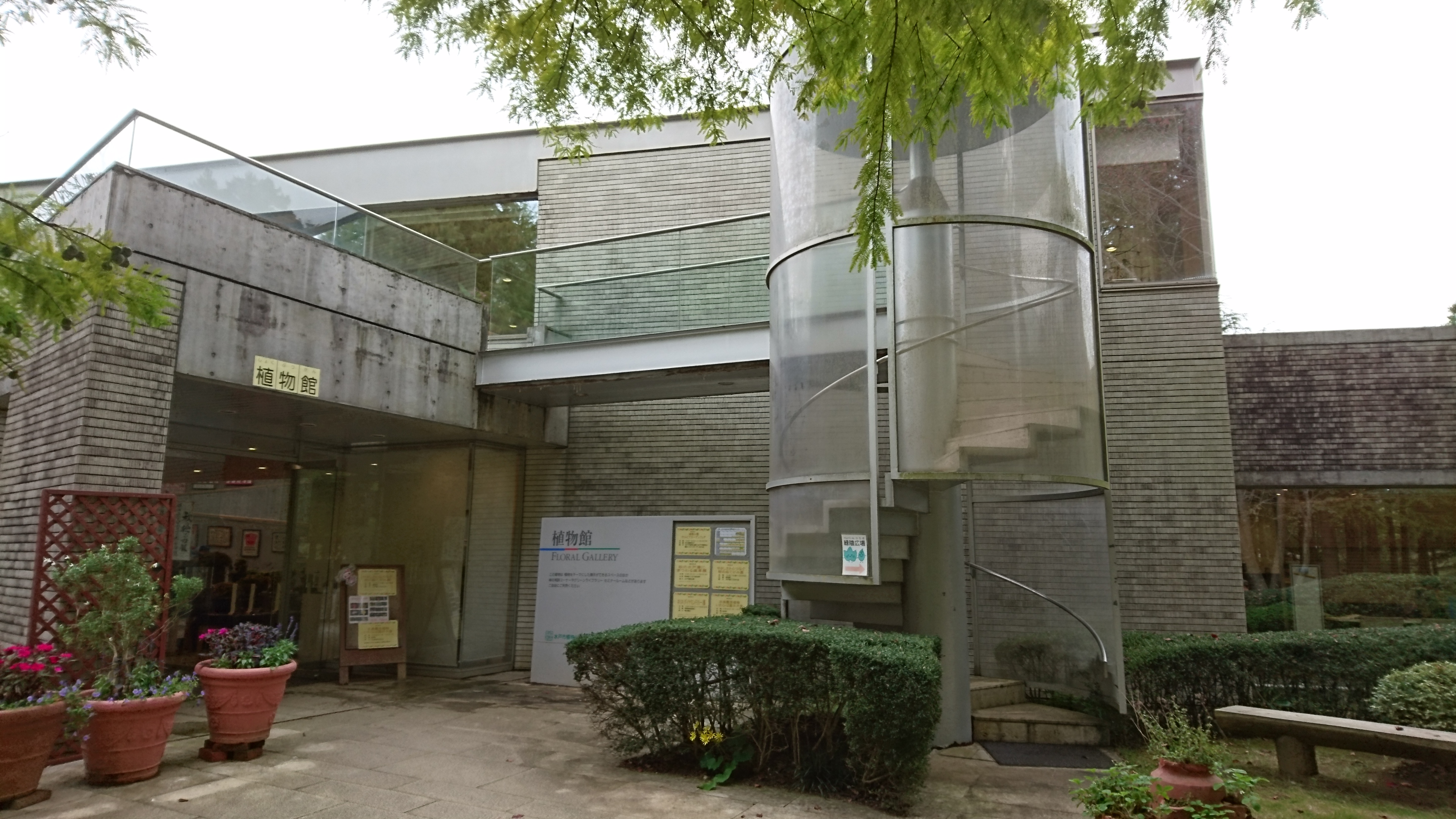
植物館の入口
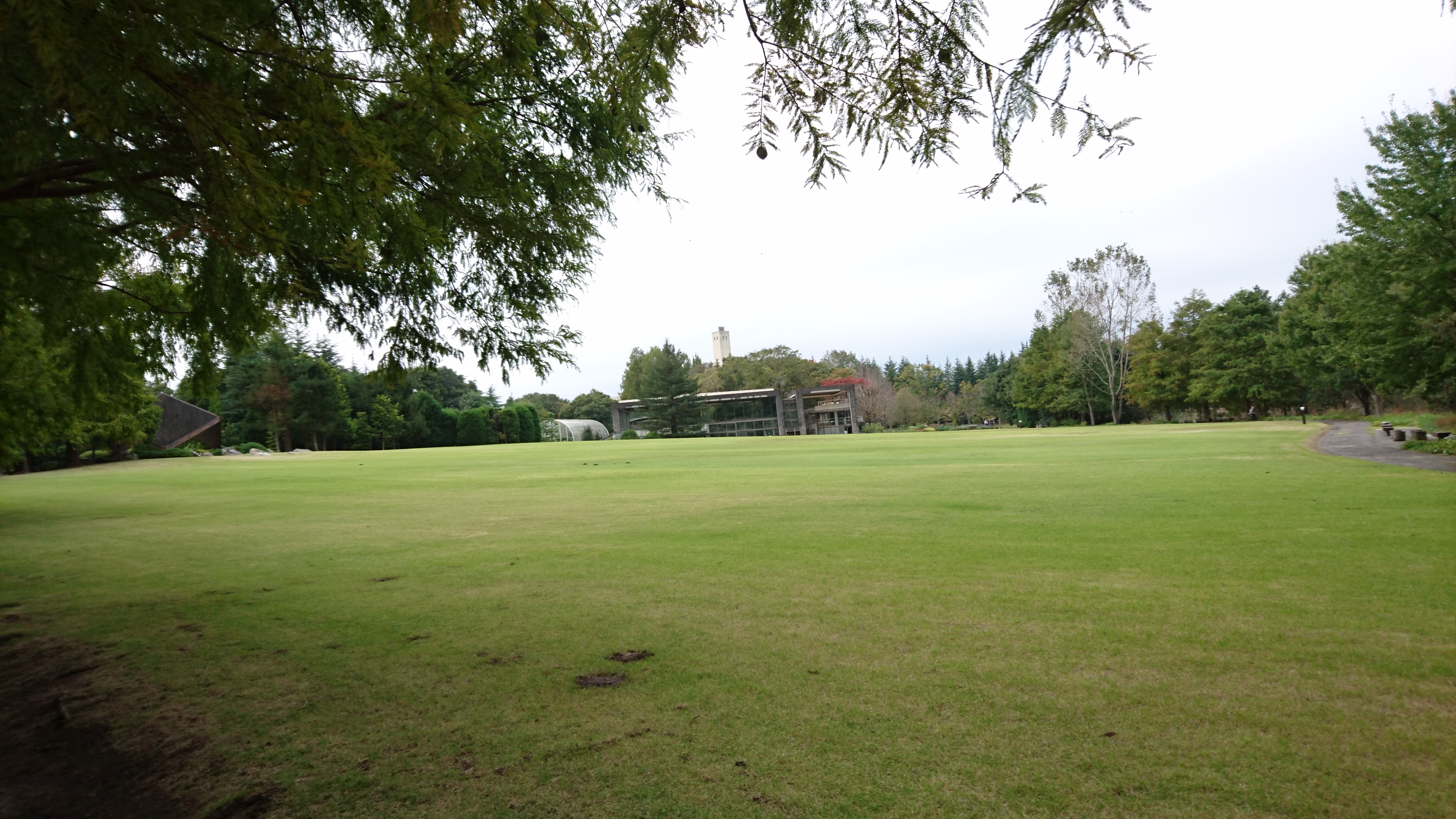
芝生園
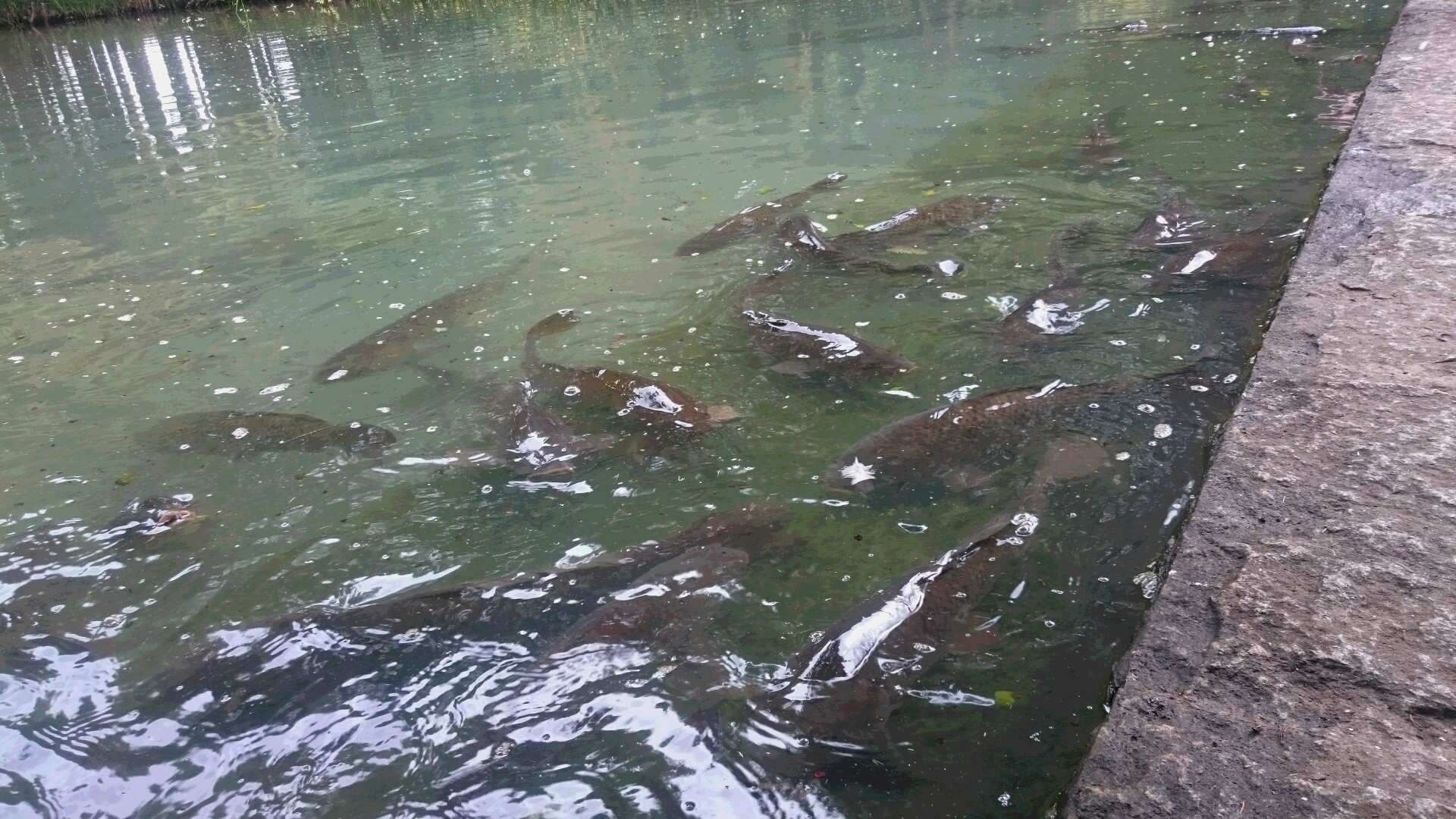
ひょうたん池の鯉
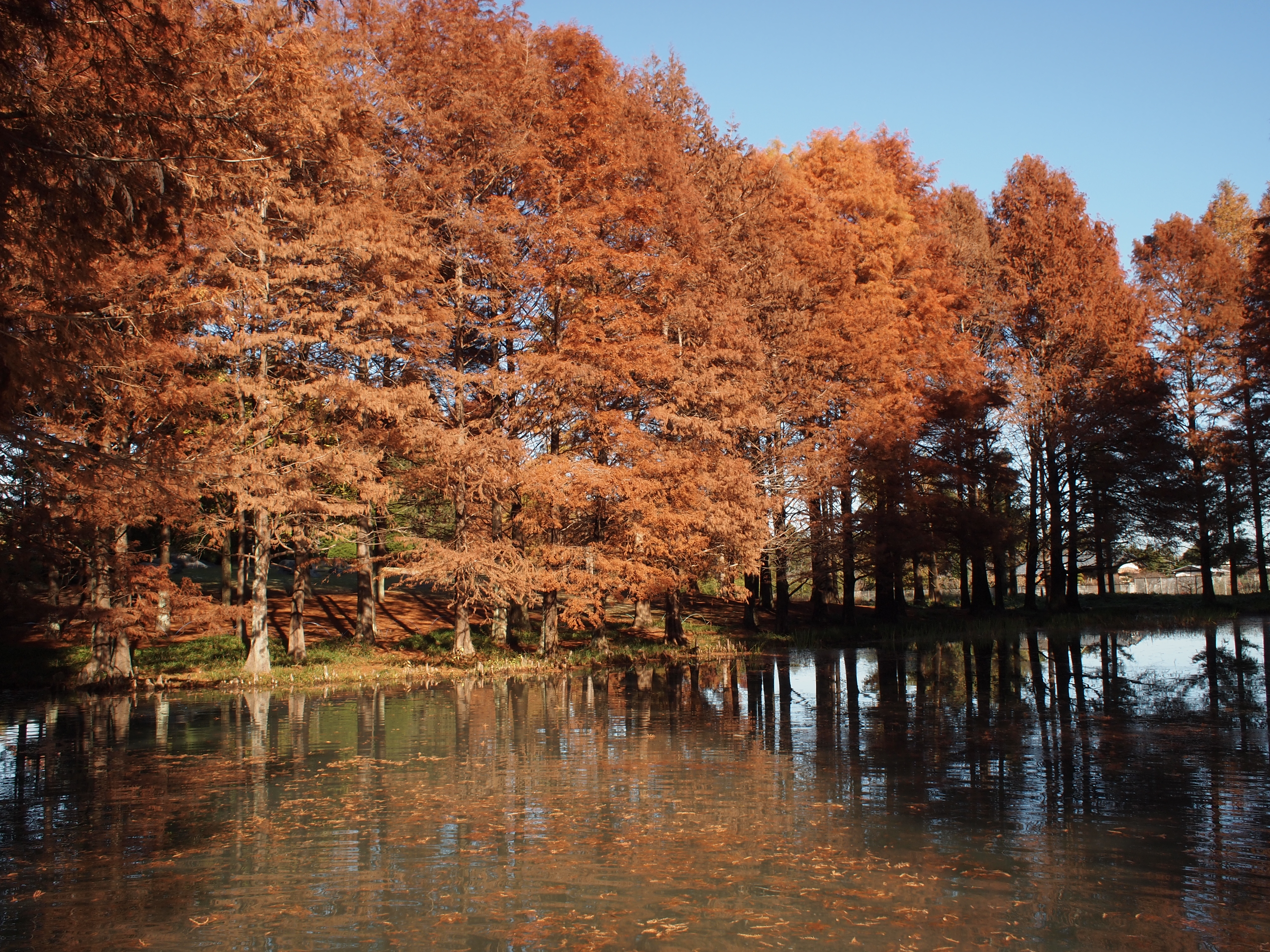
ラクウショウ（落羽松）の紅葉とひょうたん池

## 行事
各種同好会による展示会やボランティア活動が行われている。
- ハーブ友の会によるハーブ展
- 草木染織同好会による展示会
- 蘭科協会による洋ラン教室および洋ラン展
- わくわくガーデン友の会によるボランティア活動

## 利用情報
営業時間
9時から17時（入園は16時まで）
休園日
毎週月曜日（祝日または振替休日のときは翌日）、年末年始12月29日から1月3日
入場料
一般（個人）150円・（団体30人以上）120円、小中学生および県央地域の居住の60歳以上の者（個人）70円・（団体30人以上）50円 ※2019年9月1日改訂

## 交通アクセス
- JR常磐線水戸駅からバスで40分
  - 水戸駅北口バスターミナル6番乗り場から関東鉄道バス植物公園行きで終点下車。
  - 水戸駅北口バスターミナル4番乗り場から茨城交通バス水戸医療センター行きで小吹神社前下車・徒歩15分
- 常磐自動車道水戸インターチェンジから車で15分
- 北関東自動車道水戸南インターチェンジ　茨城町東インターチェンジ　茨城町西インターチェンジから車で20分
- 水戸駅及び赤塚駅から車で20分